# 石坂鉄平
石坂 鉄平（いしざか てっぺい、1977年4月3日 - ）は、日本の元プロレスラー。東京都目黒区出身。身長172cm、体重85kg、血液型はA型。石坂鉄平はリングネームで、本名は非公開。
タイツに熱尻（ねっけつ）と書かれており、文字通り熱尻を駆使して戦う。勢いがありすぎてコーナーに尻が挟まったり、生尻が露出したりとお笑い方面での評価も高いレスラーである。千葉BlueFieldでの大会ではちゃんこ番も務める。柏組の一員として戦い、WRESTLE LANDにもレギュラー参戦していた。

## 経歴
- プエルトリコに設立されたKAIENTAI DOJOに入団し修行を積み、他の選手に先駆けて帰国しみちのくプロレスに参戦、スーパー・ボーイを相手にデビュー戦。「熱血」キャラとして登場した。

2002年
- 4月20日のKAIENTAI DOJOの日本上陸後は正規軍に所属した。

2003年
- TAKAみちのくに誘われ吉田屋所属となり柏大五郎と馬鹿兄弟タッグを結成し「熱尻」キャラとなる。

2004年
- 1月25日に柏大五郎とのタッグで「UWA&UWF認定インターコンチネンタルタッグ王座」を獲得した。
- 4月25日にディファ有明で開催されたバトルロイヤルにて再び「UWA&UWF認定インターコンチネンタルタッグ王座」を獲得。
- 12月26日のK-AWARDのK-SURVIOR決勝戦で所属の柏組が優勝、さらにK-AWARD・ベストパフォーマンス賞が授与された。

2005年
- 2リーグ制導入によって「RAVE」所属となる。
- 柏大五郎と共に新日本プロレスの「WRESTLE LAND」に参戦、レギュラーの座を獲得。

2008年
- 8月17日にヒザの怪我のため引退することを発表。
- 9月21日、引退試合が行われた。

2012年
- 4月のK-DOJO10周年大会にOB選手として参戦。

2013年
- 5月12日、四国大会で限定復帰。

引退後は香川県に移住し、高松市で「やきとり居酒屋 備長扇屋」に就職。現在は退職し、株式会社ふたばへ転職した。
また地元のマットプロレス団体「UDONプロレス」では技術指導コーチに就任し、試合ではマネージャー石坂鉄平が復帰している。

## 得意技
- 吐愚露巻き
- 厠
- 熱尻スペシャル1号
- おまる
- パイルダーオン
- 熱血アームロック

## タイトル歴
- UWA&UWFインターコンチネンタルタッグ王座

K-AWARD
- ベストパフォーマンス賞（2005年※柏組として）

## 入場テーマ曲
- 初代:「Silent explosion」（Y.Takeya）※「KAIENTAI DOJO vol.3」に収録
- 2代目:「Head」（D.B.M.N ドーベルマン）※キングレコード「KAIENTAI DOJO」に収録

## 特記
- 趣味はプラモデルを作る事である。
- 国際武道大学OBで黒潮祭四年連続お笑いパフォーマンスコンテスト優勝。
- 入場時でのお客さんへの「尻タッチ」が恒例となっており、尻に触れると幸せな気分になれる。
- 「熱血」キャラから「熱尻」キャラにギミックチェンジしたのは、吉田屋の中村コミッショナーに「本性を暴く」という催眠術をかけられ、本性は「馬鹿」であることが判明したため。
- 引退後、Bozz連合に石坂のモデルのレスラーTEPPEIが登場した。

## テレビ出演
- プロレスKING（GAORA）

## CM出演
- パチンコニュー7

※柏組3人で登場

## 映画出演
- 紀雄の部屋

エキストラ出演